# 二度目のキス
『二度目のキス』（にどめのきす）は、2008年2月5日にSNKプレイモアが携帯端末向けに配信開始した恋愛シミュレーションゲームである。SoftBank 3G・FOMAの携帯端末向けで配信された。『N・A・K・E・R・U』シリーズの第1弾。かみやまねきが原画・彩色・キャラクターデザインを担当。

## 概要
従来のゲームのように会話による選択があるが、ヒロインからメールを受信したり、それを返信したり（この場合は会話と同様、選択制になっている）、自らメールを送信したりすることができる「メールシステム」が搭載された。

## 登場人物
雪村 マコト
この作品の主人公。部活を通っていない帰宅部の男子高校生。勉強もスポーツもあまり上手くない。
小野寺 智理（サトリ）
雪村の幼稚園の頃からの幼馴染。中学卒業の前に、家庭の事情で北海道へ転校することになってしまった。雪村に想いを打ち明け、ファーストキスを交わして別れを告げた。
牧原 茜（アカネ）
雪村の中学校時代からの同級生。サトリの親友で、中学ではサトリと雪村をくっつけるために色々と世話を焼いていた。
関西弁口調で男勝りな性格のためか、雪村にヘッドロックをかけたことがある。ナメクジが苦手。
伊坂 志保（シホ）
雪村のクラスメイト。唯我独尊の態度のためか、クラスを罵る発言をするが、雪村の学力に心配をかけている。決まった曜日にレンタルビデオに行くなどの習慣がある。
内村 泉（イズミ）
牧原と三枝の陸上部の先輩。その割に童顔で、年下のように見える。のほほんとした性格であり、芯が強い。母と二人暮らしだが、母は出張のため、自分で家事をやっている。大学生と付き合っていた過去を持っており、2カ月前に別れた。
三枝 康夫（ヤスオ）
雪村の友人であり、陸上部に所属している。イズミに惚れている。

## メールの内容
メールを送る内容は4種類（返信も含むと5種類）ある。
「返信」
相手のメールを返信する。相手からのメールを読んだときにのみ使用可能。
「雑談」
一般的な会話みたいなもの。好感度が徐々に上がる。
「真面目」
雑談より固い話のメールを送る。時と場合と相手次第で個人差が異なる。
「お誘い」
放課後の約束や遊びの誘いに使われる。その時に返事が返って、承諾のメールを返信すれば、約束の場所に行くようになっている。
「告白」
文字通り告白する。吉か凶か、付き合うかフラれるか、はっきりすることができる。
ただし、自ら送信しても時と場合によって相手が返信してこないこともある。